# تجربة ال21 جراما
تشير تجربة الـ21 جرام إلى دراسة علمية نُشرت عام 1907 من قبل دنكان ماكدوغال، وهو طبيب من مدينة هافرهيل -ماساتشوستس. افترض ماكدوغال أن للأرواح أوزانا مادية، وحاول قياس الكتلة التي يفقدها الإنسان عندما تغادر الروح جسده. حاول كاكدوغال قياس التغيير في كتلة أجساد ستة مرضى في لحظة الموت. شخص واحد من الأشخاص الستة فقد ثلاثة أرباع الأوقية (21.3 غرام).
ذكر ماكدوغال أنه لا بد من تكرار تجربته عدة مرات قبل الحصول على أية استنتاجات. يعتبر الكثيرون أن هذه التجربة ناقصة وغير علميّة بسبب حجم العينة الصغير، والطرق المستخدمة، بالإضافة إلى حقيقة أن الفرضيات قد انطبقت على شخص واحد فقط من الأشخاص الستة. وقد تم ذكر هذه الحالة كمثال على الإبلاغ الانتقائي. وعلى الرغم من رفضها في المجتمع العلمي، فإن تجربة «ماكدوغال» أشاعت مفهوم أن الروح لها وزن، وتحديدًا فإنها تزن 21 جرامًا.

## التجربة

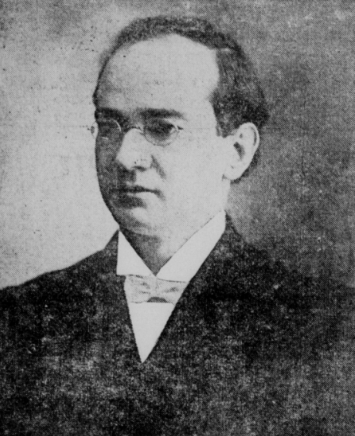
صورة لدونكان ماك دوغال التقطت عام 1911

في عام 1901 قام «دونكان ماك دوغال»، وهو طبيب من «هافيرهيل»، «ماساتشوستس»، والذي كان يرغب في تحديد ما إذا كان للروح وزنا علميا، بتشخيص ستة مرضى في دور رعاية المسنين كان موتهم وشيكاً. أربعة يعانون من مرض السل، وواحد يعاني من مرض السكري، وآخر من أسباب غير محددة. اختار ماك دوغال على وجه التحديد الأشخاص الذين كانوا يعانون من ظروف صحية تسببت لهم بالإرهاق البدني، حيث كان يحتاج إلى أن يظل المرضى في مكانهم لحظة موتهم ليتم قياس أوزانهم بدقة. عندما بدا المرضى وكأنهم كانوا قريبين من الموت، تم وضع كامل سريرهم على نطاق صناعي بحجم حساس في عشرين من الأوقية (5.6 غرام).
وبناءا على اعتقاده بأن الحيوانات لا تملك أرواحا كالبشر قام «ماك دوغال» بقياس أوزان خمسة عشر كلبا بعد الموت وقارنها بأوزنها قبل الموت. قال «ماكدوغال» بأنه كان يرغب في استخدام كلاب مريضة أو أن تكون على وشك الموت لتجربته هذة وعلى الرغم من ذلك لم يتمكن من العثور على كلاب سقيمة. ومن المعتقد أنه قام بتسميم الكلاب السليمة.

### النتائج
فقد أحد المرضى وزنا ولكن استعاده لاحقا، وتم تسجيل فقد اثنان من المرضى الآخرين لوزن عند الوفاة ولكن بعد بضع دقائق فقدوا وزناً أكبر. فقد أحد المرضى «ثلاثة أرباع الأوقية» (21.3 جرام) من وزنه، تزامنًا مع وقت الوفاة. ولم يأخذ «ماكدوغال» نتائج مريض آخر بعين الاعتبار على أساس بسبب أن المقاييس «لم يتم ضبطها جيدًا»، ولم يحتسب نتائج مريض آخر حيث أن المريض توفي قبل أن ينتهوا من ضبط مقايس المعدات. ذكر «ماكدوغال» أنه لم بفقد أي كلب من وزنه بعد الموت.
بينما كان يعتقد «ماكدوغال» أن نتائج تجربته أظهرت أن روح الإنسان قد يكون لها وزن، فإن تقريره، الذي لم ينشر حتى عام 1907، ذكر أن التجربة يجب أن تتكرر عدة مرات قبل التوصل إلى أي استنتاج.

## الاستجابة

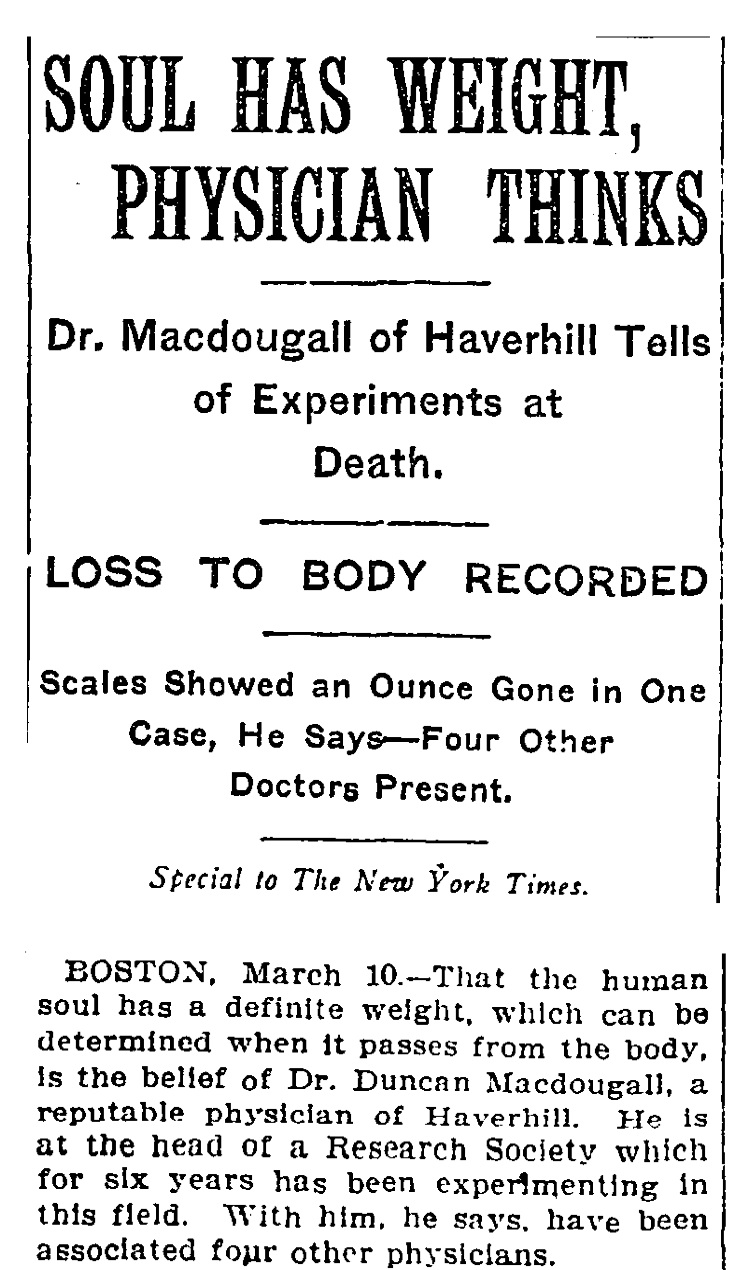
مقالة من ذا نيو يورك تايمزبتاريخ 11 مارس 1907

قبل أن يتمكن «ماكدوغال» من نشر نتائج تجاربه، كشفت صحيفة«ذا نيويورك تايمز» القصة في مقال بعنوان «طبيب يعتقد أن للروح وزن». وتم نشر نتائج« ماكدوغال» في شهر أبريل من نفس العام في مجلة الجمعية الأمريكية للبحوث النفسية، والمجلة الطبية «الطب الأميركي».

### إنتقادات
بعد نشر التجربة في «الطب الأميركي»، انتقد الطبيب «أوغستس كلارك» صحة التجربة. أشار كلارك إلى أنه في وقت الوفاة يحدث ارتفاع مفاجئ في درجة حرارة الجسم، حيث لم تعد الرئتان تقومان بتبريد الدم، مما تسبب في ارتفاع لاحق في التعرق والذي فسره «ماكدوغال» بسهولة فقدان 21 غراما. وأشار «كلارك» أيضًا إلى أنه نظرًا لأن الكلاب ليست بها غدد عرق فإنها لن تفقد وزنا بهذه الطريقة بعد الموت. تم نشر نقد «كلارك» في مجلة الطب الأمريكي في العدد الذي صدر في شهر مايو. استمرت المجلة في نشر المجادلات بين «ماكدوغال» و«كلارك» حول صحة التجربة حتى شهر ديسمبر من ذلك العام.
كانت تجربة «ماكدوغال» موضع شك كبير، واتهم بأنه إتبع طرق خاطئة وأنه قام بتزويو كامل للتوصل إلى النتائج. مع الإشارة إلى أن واحدًا فقط من المرضى الستة الذين تم قياسهم يدعم الفرضية، صرح «كارل كروسيلنيكي» أن التجربة هي حالة من التقارير الانتقائية، حيث تجاهل «ماكدوغال» غالبية النتائج. انتقد «كروسيلنيكي» أيضًا حجم العينة الصغير، وتساءل كيف تمكن «ماكدوغال» من تحديد اللحظة الدقيقة التي توفي فيها الشخص نظرًا للتكنولوجيا المتاحة في ذلك الوقت. كتب الفيزيائي «روبرت ل. بارك» أن تجارب ماكدوغال «لا تعتبر اليوم لها أي ميزة علمية»، وكتب عالم النفس «بروس هود» أنه «نظرًا لأن فقدان الوزن لم يكن موثوقًا به أو قابلاً للتكرار، فإن النتائج التي توصل إليها غير علمية». وقال البروفيسور «ريتشارد وايزمان» إن التجربة تقتصر داخل الأوساط العلمية على «كومة كبيرة من الفضول العلمية بالتأكيد تعتبرغير صحيحة».
وفي مقال لل«سنوبز» في عام 2013 إن التجربة كانت معيبة لأن الأساليب المستخدمة كانت مشكوك فيها، وحجم العينة كان أصغر من اللازم، والقدرة على قياس تغيرات الوزن غير دقيقة للغاية، وختم قائلا: «لا ينبغي إعطاء مصداقية للفكرة أن تجاربه أثبتت شيئا، ناهيك عن أنهم قاسوا وزن الروح 21 جرامًا.» حقيقة أن «ماكدوغال» قد سمم وقتل 15 كلبًا سليما في محاولة لدعم بحثه كانت أيضًا مصدرًا للنقد.

## آثار
في عام 1911 ذكرت صحيفة «نيويورك تايمز» أن «ماكدوغال» كان يأمل في إجراء تجارب لالتقاط صور لأرواح، لكنه يبدو أنه لم يواصل أي بحث إضافي في نفس المجال وتوفي في عام 1920. لم يتم تكرار تجربته.
على الرغم من أن التجربة لاقت رفضا في المجتمع العلمي، إلا أنها شاعت فكرة أن للروح وزن، وبالتحديد تزن 21 جرامًا. والجدير بالذكر أن «21 جرامًا» تم اعتباره عنوانًا لفيلم في عام 2003 ، والذي يشير إلى التجربة.
تم ذكر مفهوم الروح التي تزن 21 جرامًا في العديد من وسائل الإعلام، بما في ذلك إصدار عام 2013 من «المانجا غانتز» ، وفي الإذاعة عام 2013 من «مرحبا بكم في نايت فيل» وفيلم «إمباير اوف كوربسيس» لعام 2015. تم إصدار الأغاني التي تحمل عنوان «21 جرامًا» والتي تشير إلى وزن الروح بواسطة نيكي هيلتون (2015) و  Fedez (2015) و Thundamentals (2017). يشير ترافيس سكوت إلى المفهوم في أغنية "No Bystanders"، التي صدرت في عام 2018.
تم ذكر «ماكدوغال» وتجاربه بوضوح في الفيلم الوثائقي الذي صدر عام 1978 «بيوند اند باك»، والحلقة الخامسة من الموسم الأول من Dark Matters: Twisted But True . ظهر عالم أمريكي خيالي يدعى "Mr. MacDougall" في رواية Gail Carriger لعام 2009 بعنوان Soulless ، كخبير في وزن النفوس وقياسها.
وقد صدر عام 2003 فلم تحت عنوان (21 غراما) لألخاندرو غونزاليس إناريتو Alejandro .González Iñárritu